# 29 березня
29 березня — 88-й день року (89-й у високосні роки) у григоріанському календарі. До кінця року залишається 277 днів.

## Свята і пам'ятні дні

### Міжнародні
Всесвітній «День піаніста»

### Національні
- Тайвань: День молоді.

### Релігійні

#### Християнство
Католицька церква: День Святого Стефана IX, Папи Римського.

 Православна церква:
- Священномучеників Марка, єпископа Арефусійського, Кирила, диякона, та інших багатьох.
- Преподобного Іоана, пустельника.
- Святителя Євстафія, сповідника, єпископа Вифинійського.

### Іменини
✙ Православні: Марко, Кирило, Іван.
✝  Католицькі: Віктор, Кирило, Амалія

## Події
- 845 — вікінги завоювали Париж
- 1795 — німецький композитор Людвіґ ван Бетховен уперше дав концерт у Відні
- 1798 — французи проголосили утворення на території Швейцарії маріонеткової Гельветійської Республіки
- 1848 — через сильні морози, що скували річку Ніагара, на понад 30 годин «зупинився» Ніагарський водоспад
- 1864 — у Народному домі у Львові відбулася перша вистава першого в Галичині професійного українського театру (заснований товариством «Руська Бесіда»)
- 1867 — Конституційний акт Парламенту Сполученого Королівства утворив Домініон Канади і став основною частиною Конституції цієї країни
- 1871 — відкрився лондонський Альберт-хол
- 1886 — Джон Пембертон з Атланти створив новий лікувальний напій, нині відомий під назвою кока-кола
- 1910 — у Марселі піднявся в повітря перший гідроплан, пілотований Альбером Фабром
- 1933 — після нелегальної поїздки Радянським Союзом валлійський журналіст Гарет Джонс випустив прес-реліз, у якому заявив про Голодомор в Україні
- 1951 — у США винесли смертні вироки Етель і Джуліусу Розенбергам, звинуваченим у шпигунстві на користь СРСР. Їх стратили в червні 1953 року.
- 1967 — арешт діячів Українського Національного фронту (УНФ) Дмитра Квецька, Зеновія Красівського, Михайла Дяка, Ярослава Лесіва
- 1973 — завершено виведення американських військ з Південного В'єтнаму і передачу урядом ДРВ американській владі всіх осіб, взятих у полон із числа військового та цивільного персоналу США.
- 1974 — китайські фермери поблизу Сіаню виявили поховання імператора III ст. до н. е. Цінь Ши Хуан-ді — знамениту Теракотову армію
- 1976 — найкращим фільмом США за 1975 рік Американська кіноакадемія визнала «Політ над гніздом зозулі».
- 1982 — парламент Сполученого Королівства припинив свої повноваження приймати закони, що поширюються на Канаду.
- 1991 — у Києві відбувся перший вечір поетичної групи «Бу-Ба-Бу» (Юрій Андрухович, Олександр Ірванець, Віктор Неборак).
- 1998 — у Португалії відкрито 16-кілометровий міст «Вашку да Гама» через річку Тежу. Його будівництво коштувало $1 млрд.
- 1998 — Парламентські вибори в Україні 1998
- 2004 — в Україні створили Громадянську кампанію «Пора!»
- 2004 — Болгарія, Естонія, Латвія, Литва, Румунія, Словаччина та Словенія вступили до НАТО
- 2014 — в Англії й Уельсі зареєстровано перший одностатевий шлюб
- 2022 — росіяни завдали ракетний удар по будівлі Миколаївської ОДА, загинуло 37 людей, ще більше 36 зазнало поранень.

## Народились
Дивись також Категорія:Народились 29 березня
- 1591 — Санторіо Санкторіус, італійський лікар, анатом, фізіолог, першим використав термометр і вимірювач пульсу († 1636)
- 1728 — Кирило Розумовський, український військовий, політичний і державний діяч, граф, останній гетьман Війська Запорозького
- 1790 — Джон Тайлер, американський політичний діяч, 10-й президент США (1841—1845)
- 1841 — Марія Вольвач, українська поетеса, письменниця, громадсько-культурна діячка.
- 1861 — Роман Залозецький, український учений, технолог, громадський і господарський діяч, перший голова Українського технічного товариства.
- 1881 — Марійка Підгірянка, українська поетеса
- 1895 — Ернст Юнгер, німецький письменник, публіцист, націонал-революціонер та ентомолог.
- 1912 — Ганна Райч, найвідоміша німецька авіаторка 20 століття, тест-пілот найновіших літальних апаратів, власниця понад 40 авіаційних рекордів, єдина жінка — володар Залізного хреста. Один із символів Третього Рейху
- 1916 — Джордж Оджерс, австралійський військовик, журналіст і військовий історик.
- 1918 — Сем Волтон, американський бізнесмен, засновник мережі магазинів Wal-Mart.
- 1929 — Леннарт Мері, естонський письменник і державний діяч, президент Естонії в 1992—2001 роках
- 1943 — Вангеліс, грецький композитор і аранжувальник електронної музики
- 1957 — Кристофер Ламберт, французький актор («Грейсток. Легенда про Тарзана», «Підземка», «Убити священика», «Горець», «Сицілієць»);
- 1964 — Ель Макферсон, австралійська топ-модель
- 1964 — Олександр Волков, український баскетболіст, чемпіон Олімпійських ігор (1988);

## Померли
Дивись також Категорія:Померли 29 березня
- 1697 — Ніколаус Брунс, німецький композитор і органіст
- 1772 — Еммануїл Сведенборг, шведський учений-природознавець, теософ.
- 1814 — Клодіон, лотарингзький і французький скульптор.
- 1891 — Жорж Сера, французький художник, основоположник пуантилізму (*1859).
- 1912 — Роберт Скотт, американський дослідник Антарктиди.
- 1935 — Микола Кащенко, український біолог, один з перших українських академіків (*1855).
- 1949 — Микола Гамалія, український мікробіолог і епідеміолог.
- 1956 — Кисілевська Олена Львівна, українська письменниця, журналістка, редакторка і видавниця, громадсько-політична та культурно-освітня діячка.
- 1965 — Дмитро Шавикін, український маляр і графік.
- 1972 — Іван Огієнко, міністр УНР, митрополит УАПЦ, перекладач Біблії
- 1976 — Мілена Рудницька, українська громадсько-політична діячка, журналістка.
- 1995 — Горн Мілтон, українсько-американський скульптор, уродженець Києва
- 1995 — Тарас Мельничук, український поет-дисидент, в'язень радянських таборів та жертва репресивної психіатрії.
- 1998 — Квітка Цісик, українсько-американська співачка
- 2009 — Моріс Жарр, французький композитор
- 2020 — Юрій Бондарев, російський письменник, громадський діяч